# Шуровце
Шуровце (на словашки: Šúrovce) е село в окръг Търнава, Търнавски край, западна Словакия. Населението му е 2277 души (1 януари 2021).
Разположено е на 131 m надморска височина, на 13 km  югоизточно от град Търнава. Площта му е 19,91 km². Кмет на селото е Жанета Гоголова.